# Новопавловка (Казахстан)
Новопа́вловка (каз. Новопавлов) — село у складі Карасуського району Костанайської області Казахстану. Адміністративний центр та єдиний населений пункт Новопавловського сільського округу.
Населення — 761 особа (2021; 1165 у 2009, 1691 у 1999, 1851 у 1989).